# Donja Slatina (Šamac)
Donja Slatina (szerbül: Доња Слатина), település Bosznia-Hercegovinában, Šamac községben, a Szerb Köztársaság északi régiójában.

## Fekvése
A település Bosznia-Hercegovina északi részén, Dobojtól légvonalban 45, közúton 76 km-re északkeletre, községközpontjától légvonalban 9, közúton 11 km-re délkeletre, a Szávamenti-síkságon, a Tolisa partján, 90 méteres magasságban fekszik.

## Népessége
| Nemzetiségi csoport | Népesség 1991 | Népesség 2013 |
| ------------------- | ------------- | ------------- |
| Szerb               | 610           | 472           |
| Bosnyák             | 0             | 1             |
| Horvát              | 2             | 2             |
| Jugoszláv           | 6             | 0             |
| Egyéb               | 5             | 3             |
| Összesen            | 623           | 478           |

## Története
Slatina régi emlékei közül kétségtelenül a Gornja Slatinában található „Gradina” a legjelentősebb, amely Okruglić nevű helyen található. A hely közismertebb Tuzlaković vára (Tuzlakovića gradina) néven, mivel korábban a Tuzlaković család tulajdonában volt. Számos hagyomány kapcsolódik ehhez a helyhez. Egykor úgy tartották, hogy Mária Terézia vára volt, és hogy Gradinában régen aranybánya volt, ahol rejtett raktárak vannak tele aranydukátokkal. A néhai Cvijetin Jovanović jegyezte fel azt a hagyományt, hogy ez Stjepan Vjetrović vára, aki e régió ura volt. A második világháború után a Gradinán neolitikus települést fedeztek fel. 1957-ben ásatásokat végeztek Alojzije Benac vezetésével. Az ásatások során különféle őskori tárgyakat találtak, többek között kvarckőbaltákat, kovakőkéseket és kerámiatöredékeket. Dr. Benac itt két kulturális fázist különböztetett meg. Az egyik a 3. évezred végére (i. e. 2000 körülre) datálható, a másik pedig a későbbi grbačai „Gradina” és más északi neolitikus településekkel mutat rokonságot és a Vinča kultúrához tartozik. Slatinában még két halom található - az egyik Trkalištán, a másik Srednja Slatinában, a gajevi ortodox temetőben. Srednja Slatinában van egy nagy tó is, amelyet a nép Kraljičino guvnonak nevez.
A terület a középkorban a Horvát Királyság része volt, azután a magyarok Mátyás király idejében meghódították. Az 1533-as és 1548-as török összeírások említik a Nenavište polje merzát. Az 1533-as összeírban szerint Mišić vlah kenézt jegyezték fel a Gradačac erőd közelében található Dvorska merza tulajdonosaként. Az 1548-as török összeírás szerint akkor már öt falu volt a mai Šamac község területén: Crkvica vagy Križevac (Crkvina), Slatina, Hasići (Hasić), Domanovci (Domaljevac) és Ogudovac (Obudovac). Az 1711-es török népszámlálás szerint a következő falvakat említették: Obudovac, Domaljevac, Slatina, Brvnik és Kruškova bara (Kruškovo polje). Egy 1718-as osztrák-magyar térképen a következő falvak szerepelnek: Domaljevac, Jurin Brod (Jurina skela), Hasić, Škarić, Crkvina, Obudovac és Slatina. A katolikus lakosság listáján, amelyet Pava Dragičević püspök 1743-as látogatása során összeállítottak, Domaljevac egyáltalán nem szerepel. Ebből a listábólból ismert, hogy abban az időben Slatina volt az egyetlen település a mai Šamac község területén, ahol katolikus lakosság élt.
Slatina lakói is részt vettek az 1858—ban kitört törökellenes felkelésben. A település 1878-ig tartozott az Oszmán Birodalomhoz. Ekkor a berlini kongresszus határozata alapján az Osztrák-Magyar Monarchia katonai megszállása alá került, mely 1908-ban annektálta Bosznia-Hercegovinát. 1879-ben az első osztrák-magyar népszámlálás során a Gradačaci járáshoz tartozó községnek, 105 háztartása, 395 ortodox és 339 római katolikus lakosa volt. 1910-ben a Gradačaci járáshoz tartozó településen 70 háztartást és 451 ortodox lakost találtak. A monarchia szétesésével 1918-ban előbb a Szerb-Horvát-Szlovén Királyság, majd 1929-től a Jugoszláv Királyság része lett. 1921-ben a Gradačaci járáshoz tartozó településnek 450 lakosa volt, mind ortodox szerbek. Az 1929-es törvény értelmében, amikor Bosznia-Hercegovinát négy banovinára, Drinskára, Vrbaskára, Zetskára és Primorskára osztották, a település a Vrbaska banovina (Orbászi Bánság) része lett, amelynek székhelye Banja Luka volt. 1939-ben a közigazgatás átszervezésével a Hrvatska banovina (Horvát Bánság) része lett. 
A második világháborúban Jugoszlávia megszállása után a Független Horvát Állam (NDH) része lett. A második világháború után 1992-ig a település a szocialista Jugoszlávia keretében a Bosznia-Hercegovinai Népköztársaság része volt. A boszniai háborút lezáró daytoni békeszerződés rendelkezése alapján az ország területét felosztották a Bosznia-hercegovinai Föderáció és a boszniai Szerb Köztársaság között. A területmegosztás eredményeként a település egy része Šamac község részeként a Szerb Köztársaság területéhez került.

## Nevezetességei
- Szent Lupa vértanú tiszteletére szentelt ortodox temploma. A templom építése 1999-ben kezdődött Cvijetin Savić šamaci mérnök tervei alapján. Az alapokat Vasilije, Zvornik-Tuzla püspöke szentelte fel 1999. szeptember 15-én. Ugyanez a püspök szentelte fel a templomot 2006. augusztus 5-én. A tölgyfa ikonosztázt a šekovići Mile Vasilić készítette. Az ikonosztázon lévő ikonokat a loznicai Živorad Ilić festette.[8]

- Gradina – őskori erődített település maradványai Gornja Slatinán. A lelőhelyet 1957-ben tárták fel Alojzije Benac vezetésével. A kultúrréteg 1,80 méteres mélységig található és két építési fázisa különböztethető meg. A települést a 3. évezred végétől  a vinča-kultúra idejéig lakták.[9]